# Дора Мар са мачком (Пабло Пикасо)
Дора Мар са мачком (франц. Dora Maar au Chat) слика је уље на платну Пабла Пикаса. Насликана је 1941. године и приказује Дору Мар, (оригинално име Хенриета Теодора Марковић) љубавницу уметника, која седи на столици са мачком на рамену. Слика је наведена као једна од најскупљих слика, након што је 3. маја 2006. године у Сотбису постигла цену од 95 милиона долара. Тренутно је то шеста Пикасова слика по продајној цени.

## Историја
Платно је један од многих портрета Доре Мар које је насликао Пабло Пикасо током њихове скоро деценију дуге везе. Њихова веза започела је када је Пикасо упознао Мар на снимању филма Жана Реноара Злочин господина Ланжа (Le Crime de monsieur Lange), где је она радила као филмски фотограф. Формално их је упознао француски надреалистички песник по имену Пол Елијар. Пикасо се заљубио у 29-годишњу Мар у 55. години и пар је почео да живи заједно. Уметника је привукла не само због лепоте, већ и због интелекта и уметничке природе. Попут Пикаса, Мар је била уметник, фотограф и песник. Делила је Пикасове политичке ставове, а говорила је и шпански. Њихова веза била је страствена и бурна а она је представљала изазов за Пикаса и интелектуално и уметнички. Мар је помагала Пикасу у његовом уметничком делу, посебно током стварања Гернике, коју је она документовала фотографијама.
Ова слика је настала 1941. године, на почетку Другог светског рата. Пикасо је већ сликао Мар много пута пре стварања ове слике. Када су нацисти окупирали Француску, напетост између Мар и Пикаса се повећала, што је резултирало тиме да је Пикасо приказивао Мар на много апстрактнији начин, понекад је приказујући у сузама.

## Опис
Дора Мар са мачком један је од највећих Пикасових портрета. То је слика уље на платну димензија 128,3 цм x 95,3 цм, а потпис уметника је у доњем левом углу. Као Пикаскова љубавница и главни модел, Дора Мар била је уметников главни извор инспирације и уметнички пратилац. Слика је настала 1941. године у јеку њихове бурне везе.
Слика је ретки портрет Мар, три четвртине висине, који седи у фотељи. Пикасо је користио живахну палету како би приказао њену одећу, а посебну пажњу посветио је угловима столице и узорку на хаљини. Њен шешир је посебно значајан, јер означава њено учешће у надреалистичком покрету. Попут круне на глави, шешир је посебно украшен, шареним перјем и црвеним обрубом. Присуство субјекта је изражено, одражавајући начин на који би краљица седела на свом трону.
На овој слици Пикасо има за циљ да прикаже не само Дорину лепоту, већ и њен темперамент. Једном ју је описао као „авганистанску мачку“ у односу на њену личност. Присуство мачке на њеном рамену нуди посебан значај, јер одражава традиционално упаривање мачака и жена у уметности које се користило за сугерисање женске лукавости и сексуалне агресије. Ова тема је посебно уочљива на начин на који је уметник приказао Дорине дуге неговане нокте, који су на Пикасовом портрету изведени као дугачке канџе.
Пикасо је портрет Мар приказао у кубистичком стилу. За обликовање њеног тела користио је многостране равни и блокове боја. Обриси облика у телу наглашени су црном бојом, док је њено лице у белој боји. Композиција је конструкција облика са вертикалним нагнутим равнима које су у контрасту са линијама дрвеног пода у позадини. Лице Мар представљено је из два угла, од којих је једна половина у профилу, а око гледа право у посматрача, а друга половина је пуно лице. Ово можда одражава Фројдова писања о двоструком "ја" које постоји у свакој особи.

Давид Норман, председник Сотбисовог одељења инпресионистичке и модерне уметности, резимирао је важност композиције.
Дора Мар са мачком представља уметникову најтајанственију и најизазовнију љубавницу, владарски постављену у дужини од три четвртине у великој дрвеној столици са малом црном мачком која се налази иза ње у забавном и претећем ставу. Фасетиране равни њеног тела и богато слојевита површина потеза четкицама дају овом портрету монументални и скулптурални квалитет. Слика је такође изузетна по сјају боја и сложеном и густом узорку хаљине модела. Моћна фигура смештена је у драматичну, али једноставну поставку коју чине нагнута раван дрвених подних дасака и плитки унутрашњи простор који је уређен на начин који подсећа на најстарије Пикасове манипулације простором на кубистички начин.

## Значај и наслеђе
Чарлс Мофет, потпредседник Сотбиса, напоменуо је значај слике.
Дора Мар са мачком несумњиво је један од Пикасових најнеобичнијих приказа жене која је скоро деценију била његова муза, модел и љубавница. Искусна фотографкиња која је била блиска кључним члановима надреалистичког круга, Мар се дубоко свиђала Пикасу због њеног хапшења и дивље лепоте, ангажованог интелекта и посвећености уметника. Као што је Бригит Леал приметила у погледу портрета Доре Мар које је Пикасо сликао почетком 1940-их, "... они оличавају врхунац модерне лепоте онако како је (Андре) Бретон замислио, засновану на принципу виталног поремећаја, који ће лик Доре Мар, у њеној крајњој променљивости, њеном стварном, духовном немиру, заувек оличавати".

## Историја продаје
Пјер Кол из Париза слику је набавио 1946. Слику су потом 1947. године купили чикашки колекционари Ли и Мери Блок. Слику су продали 1963. године. Након тога, слика никада није виђена у јавности до 21. века.
Током 2005. и 2006. године, Дора Мар са мачком, која је тада била у власништву породице Гидвиц из Чикага, приказана је широм света као део Сотбис-ових изложби у Лондону, Хонг Конгу и Њујорку. На продају се појавила на аукцији одржаној у Сотбису 3. маја 2006. године у Њујорку, што је била друга највиша цена икада плаћена за слику на аукцији у то време. Анонимни руски понуђач који је био присутан на аукцији победио је коначном понудом од 95.216.000 УСД, што је знатно премашило процену пре аукције од 50 УСД милиона. Идентитет понуђача, који је такође купио морски пејзаж Монеа и и Шагала 1978, био је тема многих нагађања. Победнички купац наведен је као грузијски бизнисмен и милијардер Бидзина Иванишвили.